# Мала мухарица
Мала мухарица (лат. Ficedula parva) је мала птица певачица из породице мухарица Старог света.

## Таксономија
Малу мухарицу је формално описао Јохан Матеус Бехштајн 1792. године и дао јој биномно име "Ficedula parva".  Име рода је латинског порекла и односи се на малу птицу која једе смокве ( ficus, „fig“) за коју се претпоставља да се зими претвара у црнокапу грмушу. Специфична епитет parva је латински израз за „мали“.

## Опис
Гнездећи мужјак је 11-12 цм дугачак и углавном браон одозго, а бео одоздо, са сивом главом и наранџастим грлом. Кљун је црн и има широк, али шиљат облик типичан за ваздушне инсектоједе. Поред тога што лови инсекте у лету, ова врста лови гусенице међу храстовим лишћем и једе бобице. Основа спољашњег репног пера је бела, а реп је често подигнут нагоре док седе у потрази за инсектима који се хватају на крилима или понекад са земље. Зими су углавном тихе, али имају типично оглашавање мухарице "чип-чип-кр-рр". Током сезоне гнежђења, песма се састоји од мелодичних звиждања, попут оног код црноврате мухарице (Ficedula hypoleuca) .
Мужјаци који нису у гнездећем перју, женке и младунци имају смеђе главе и немају оковратник на грлу, али се лако разликују од осталих мухарица из породице Ficedula по величини и шари на репу сличној белогузој, са обрнутим тамним Т на белим странама репа.

## Распрострањеност и станиште
Гнезди се у источној Европи и широм Централне Азије, селица је, зимује у јужној Азији. Мала мухарица је редовна мигранткиња у западној Европи, док је беловрата мухарица (Ficedula albicollis) која се гнезди даље на истоку ретка. То је због другачијег правца миграције. Азијска врста Ficedula albicilla, раније сматрана подврстом мале мухарице, има црвено грло окружено сивом бојом и другачију песму. Сада се обично одваја као тајганска мала мухарица (Ficedula albicilla) (Pallas, 1811). Налазе се углавном у листопадним шумама, посебно близу воде. Гнездо граде у дупљи дрвета или сличном удубљењу. Полажу 4-7 јаја.
Студије о њиховом пролећном доласку у места за гнежђење у Пољској од 1973. до 2002. године показују да се мужјаци враћају раније са порастом температуре.